# ريتشارد ديفيس
ريتشارد ديفيس (بالإنجليزية: Richard Davis) (14 نوفمبر 1943 ببليموث في المملكة المتحدة - 1 يناير 1981) هو لاعب كرة قدم بريطاني في مركز الدفاع. لعب مع نادي بريستول سيتي ونادي بليموث أرجايل ونادي ساوثهامبتون ونادي بارو وFalmouth Town A.F.C. ‏.